# Рапана
Рапана (Rapana) — рід великих хижих морських скельних равликів з родини Мурексові (Muricidae).
Для них властива довжина мушлі близько 12-15 см. Широкоовальної форми, завиток низький, останній оборот роздутий, сірувато-коричневого кольору зі спіральними ребрами і осьовими потовщеннями. 
Рапана — найбільший черевоногий молюск в українській фауні. Рапани — хижаки, що живляться дрібними двостулковими молюсками, наприклад, мідіями і устрицями, мушлі яких вони відкривають за допомогою своєї мускульної сильної ноги.[джерело?] Молоді рапани за допомогою свого покритого зубчиками язика-свердла свердлять дірки в мушлях своєї здобичі і розкривають їх. Так рапани винищили майже всіх гребінців і значну кількість устриць у Чорному морі, а тепер знищують мідій і деяких інших двостулкових молюсків. Живуть на будь-яких типах дна, пересуваючись за допомогою мускулистої ноги.

## Види
Містить такі види:
- Rapana bezoar  (Linnaeus, 1767)
- Rapana pellucida  Bozzetti, 2008
- Rapana rapiformis  (Born, 1778)
- Rapana venosa  (Valenciennes, 1846)[3]

## Господарське значення
Рапану експортують в європейські країни та азійські країни, для цього його виловлюють в морі, не вирощують. Промисел рапани покращує екологію Чорного моря. Обсяги видобутку цих молюсків контролюються дозволами та квотами на використання біоресурсів, які щорічно видає Державне агентство рибного господарства. 